# Tylobranchion antarcticum
Tylobranchion antarcticum är en sjöpungsart som beskrevs av William Abbott Herdman 1902. Tylobranchion antarcticum ingår i släktet Tylobranchion och familjen Diazonidae.
Artens utbredningsområde är Södra Ishavet. Inga underarter finns listade i Catalogue of Life.